# Ulla Procopé

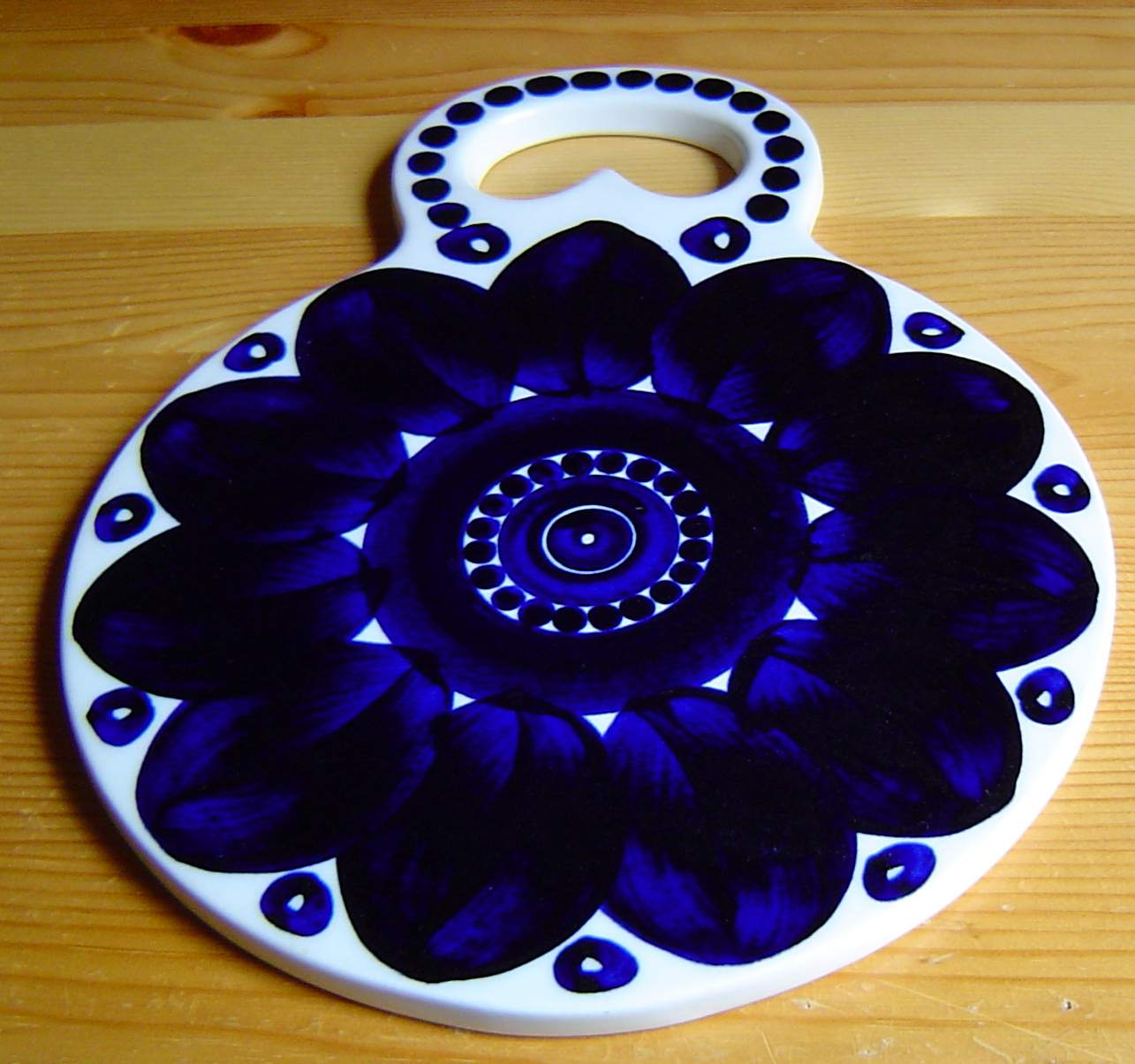
Käseplatte aus dem Service Valencia

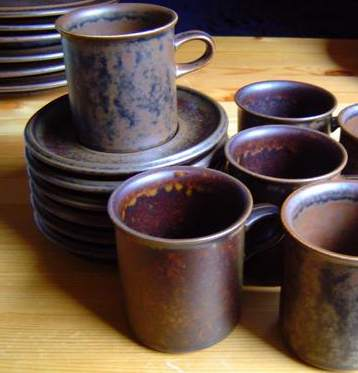
Service Ruska

Ulrika (Ulla) Eleonora Matilda Procopé-Nyman (* 17. November 1921 in Helsinki, Finnland; † 21. Dezember 1968 auf Teneriffa, Spanien) war eine finnische Keramikerin und Gestalterin.
Procopé war Absolventin der Hochschule für Kunst und Design Helsinki. 
Seit 1948 wirkte sie in der Design-Abteilung von Arabia. Zunächst war sie mit der Entwicklung neuer Formen betraut. Als sie 1951 aus gesundheitlichen Gründen die Arbeit an der Töpferscheibe aufgeben musste, holte Kaj Franck sie in sein Team. Auf der Mailänder Triennale 1957 wurde sie mit einem Ehrendiplom ausgezeichnet.
Ulla Procopé blieb unauffällig in einer Zeit, als finnische Designer international große Aufmerksamkeit erregten. Ihr Verdienst bleibt es jedoch, Lösungswege des Töpferhandwerks für die industriell gefertigte Massenware fruchtbar gemacht zu haben.

## Bekannte Entwürfe
- Marmeladentopf AL mit Korbhenkel, Steingut, 1953
- Teekanne GA mit Korbhenkel, Porzellan, 1955
- Kochgeschirr Liekki (dt. Flamme), Steingut, 1957
- Service Valencia, Fayence, 1960. Inspiriert von der farbkräftigen Studiokeramik Spaniens entstand 1960 ein Obstgeschirr mit dunkel-kobaltblauem Dekor. Es wurde bald zu einem kompletten Tafel-, Kaffee- und Teeservice erweitert. 1979 wurde das ursprüngliche Material Fayence durch Vitro-Porzellan ersetzt. Das ermöglichte – aufgrund der niedrigeren Brenntemperatur im Vergleich zum Hartporzellan –, der Glasur kräftige Farben hinzuzugegeben. Valencia gilt heute als Klassiker im typischen Stil von Arabia.
- Service Ruska, graues Steingut, 1960. Das auf der Mailänder Triennale präsentierte Geschirr zeichnet sich durch extreme Widerstandsfähigkeit aus. Es gehört zu den tischfeinen Kochgeschirren, die der Hausfrau weniger Abwasch bescheren sollten. Die individuell ausbrennende, braun gesprenkelte Glasur machte jedes Stück zu einem Unikat und erweckte den Eindruck manueller Fertigung. Mit Ruska wurde die Verbindung aus Rustikal-Praktischem und klarer Form zum typischen Merkmal der finnischen Keramik der sechziger und siebziger Jahre.